# Cisterna d'Asti
Cisterna d'Asti (Sisterna in piemontese) è un comune italiano di 1 233 abitanti della provincia di Asti, al confine con la provincia di Cuneo. Il comune di Cisterna d'Asti è caratterizzato da un territorio soprattutto collinare, coperto da boschi e vigneti. È un tipico esempio di borgo di origine antica, cinto un tempo da mura e scarpate naturali e dominato da due complessi edilizi: il castello e la chiesa parrocchiale. Il castello medioevale risale all'XI secolo o XII secolo; la cisterna che custodisce al suo interno dà il nome al toponimo locale.

## Storia
Il territorio di Cisterna era luogo d'insediamenti almeno fin dall'epoca romana: una delle fonti più antiche rinvenute nei pressi del paese è un'epigrafe romana (citata da Gian Secondo de Canis nella "Corografia Astigiana" e oggi scomparsa), probabilmente una lastra funeraria. Questa epigrafe, divisa in «due frantumi d'iscrizione romana, portanti all'intorno qualche ornato di fogliami e di piccole cornici» recita: 
"VERREDIUS SPE POL(lia) M. (et) L. FILI FECE(runt) ... M. PE ....... R.D." 
Si tratta molto probabilmente di una lastra funeraria dedicata al padre, Verredius, dai figli M. e L. L'epigrafe venne ritrovata nella frazione di Valmellana e, insieme a diversi ritrovamenti di monete romane nella stessa zona, suggerirebbe l'esistenza di un piccolo insediamento. 
Sono stati probabilmente ritrovati reperti archeologici d'età romana anche nelle località di Mommiano (toponimo quasi sicuramente di origine romana), di Bogardo e di Vengore. Gli esatti luoghi di ritrovamento dei vari reperti non sono stati resi noti a causa della natura "privata" di tali ricerche; gli stessi reperti non sono stati donati al Comune e dunque avere un'idea esatta dell'entità di tali ritrovamenti è praticamente impossibile. 
In epoca medioevale Cisterna è un importante luogo fortificato. Dalla prima metà del XII secolo passa al Vescovo di Asti quindi nel 1242 viene venduta al Comune di Asti.
Dopo varie vicissitudini passa a Gian Francesco della Rovere (1538) poi, dopo una parentesi in cui ritorna alla Santa Sede, il feudo viene venduto nel 1650 a Francesco Dal Pozzo, marchese di Voghera.
Il figlio di Francesco, Iacopo Dal Pozzo della Cisterna ottenne da papa Clemente X, l'11 ottobre 1670, l'erezione del feudo a principato. Lo stesso Clemente X concesse al principe il diritto di zecca, ossia di battere moneta, con breve datato 28 marzo 1673. Questo privilegio, assieme a quello della terza cognizione delle cause civili e criminali, concesso da Clemente IX ancora prima dell'erezione a principato con breve datato 30 novembre 1669, rese i poteri dei dal Pozzo quasi sovrani. Iacopo fece coniare a suo nome alcune monete. Al dritto c'era il busto del principe, con lunghi capelli. Al rovescio alcune recavano uno scudo partito che mostrava a 1 e 4 un pozzo sostenuto da due draghi alati ed affrontati, 2 e 3 d'un'aquila ad un testa e coll'ali aperte, e nel centro sei stelle in uno scudetto ovale. Alcuni di questi elementi sono ancora presenti nello stemma comunale.
Durante la seconda guerra mondiale e l'occupazione nazi-fascista del Piemonte, Cisterna e i suoi dintorni boscosi sono un importante centro partigiano. 
In aiuto dei partigiani, nel paese arrivo il Maggiore inglese Alexander Hope, morto poi a causa di un incidente durante la resistenza. 
Famosa a Cisterna è la vicenda di Giacomo "Rino" Rossino: Rossino era un giovane partigiano proveniente da una frazione di San Damiano D'Asti che venne catturato dalle forze nazi-fasciste e fucilato a colpi di autoblindo sulla piazza principale del paese, che oggi porta ancora il suo nome.

### Simboli
(D.P.C.M. del 2 maggio 1996)

### Onorificenze
Cisterna d'Asti è tra le città decorate al valor militare per la guerra di liberazione, insignita della medaglia d'argento al valor militare per i sacrifici delle sue popolazioni e per l'attività nella lotta partigiana durante la seconda guerra mondiale:

## Territorio
Il territorio è collinare, coperto da boschi e vigneti
È l'unico comune della provincia di Asti a far parte geograficamente e geologicamente del Roero, ed è l'ultimo borgo di sommità che conclude la dorsale delle Rocche.
È un borgo di origine antica, cinto un tempo da mura e scarpate naturali e dominato da due complessi edilizi: il castello, che custodisce al suo interno la "cisterna" che dà il nome al paese, e la chiesa parrocchiale.

## Monumenti e luoghi di interesse

### Castello
Il castello di Cisterna sorge sulla sommità del colle e da recinto fortificato, citato in un documento del 911, si è trasformato, in epoca barocca, in residenza nobiliare di campagna.
L'organizzazione di una cerchia doppia di recinti, anche se non ancora fortificati con bastioni in mattoni, risale all'XI - XII secolo.
Il primo recinto racchiudeva una vasta area non accessibile e con pareti strapiombanti mentre il secondo, di forma pressoché quadrata, occupava la cima del colle e nel suo interno venne ricavata la cisterna di raccolta ancora esistente, a cui si deve il nome stesso della località.

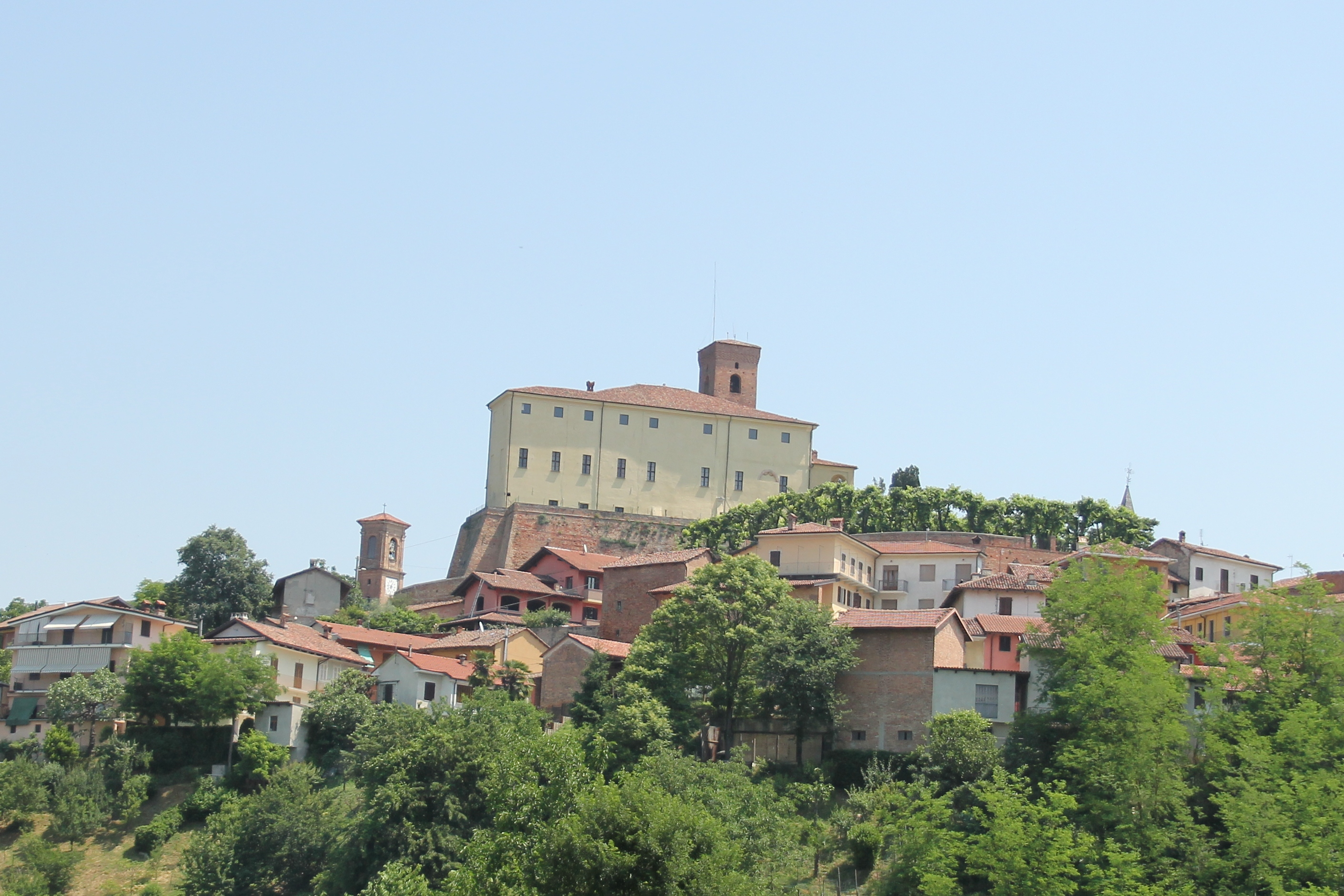
Castello di Cisterna d'Asti

La torre, elevantesi sullo spigolo orientale del castello, costituisce la fase successiva e sembra poter essere datata al XIII secolo. In origine doveva svolgere la funzione di avvistamento, di segnalazione ed ultimo rifugio durante le incursioni nemiche ed avere lo scopo simbolico di manifestare il potere ed il prestigio della famiglia feudale che la eresse.
Non si hanno testimonianze per quanto riguarda il XIV e XV secolo, tranne l'arco ogivale (scoperto durante i lavori di restauro del 1985) sulla muratura esterna sud-occidentale. 
Oggi appare con l'impianto settecentesco, quando venne rafforzato a cura di Giacomo Del Pozzo, della famiglia omonima.

Nell'Ottocento il Castello passò di proprietà ai principi Savoia-Aosta, figli di Maria Vittoria dal Pozzo della Cisterna, ultima della famiglia.

Nel 1912 il Castello venne infine donato al Comune mediante un atto di donazione da parte degli eredi dei principi dal Pozzo.
La struttura fortificata domina il paesaggio collinare e vanta una cinta muraria imponente: vi si accede attraverso un antico arco sul quale si nota ancora lo stemma di papa Innocenzo XII, a ricordo dell'alta signoria esercitata dalla Chiesa nel passato del paese.
Il Castello medievale di Cisterna d'Asti, situato nel cuore delle colline del Monferrato, ospita dal 1980 il Museo Arti e Mestieri di un Tempo, una delle più significative raccolte etnografiche del Piemonte. Fondato da un gruppo di volontari nel 1990, il museo è nato con l'obiettivo di conservare e tramandare la memoria della cultura materiale contadina e artigiana della regione. Oggi, il museo accoglie oltre 6.000 oggetti, databili tra il Seicento e il Novecento, distribuiti in 27 ambienti che ricreano fedelmente le botteghe e gli spazi di lavoro di antichi mestieri, offrendo ai visitatori un'immersione autentica nella vita quotidiana del passato. Il museo vanta di essere il più grande museo etnografico del Piemonte nell'antico Castello medioevale della Cisterna. 
Il castello stesso, con la sua struttura che richiama la forma di una nave, rappresenta un esempio architettonico di grande fascino e valore storico. Nel corso dei secoli, ha subito numerose trasformazioni, mantenendo però intatta la sua imponenza e il suo ruolo di custode della memoria collettiva.
Il Museo Arti e Mestieri di un Tempo non è solo un'esposizione statica, ma un centro culturale vivo, gestito con passione da volontari che organizzano visite guidate, eventi e laboratori, contribuendo attivamente alla valorizzazione del patrimonio locale. La visita a questo museo rappresenta un'opportunità unica per riscoprire le radici della tradizione piemontese e per comprendere l'evoluzione delle attività artigianali e contadine che hanno segnato la storia della regione.

Il maniero fa parte del sistema dei Castelli Aperti del Basso Piemonte.
Fra i titoli nobiliari che competono ad Aimone di Savoia-Aosta vi è quello di principe della Cisterna come discendente ed erede di Maria Vittoria dal Pozzo della Cisterna.
Le mura del castello e l'area circostante sono state nel recente passato teatro di numerose e combattute partite di pallone elastico, come ricorda una targa apposta in piazza Hope.

### Chiesa parrocchiale dei Santi Gervasio e Protasio

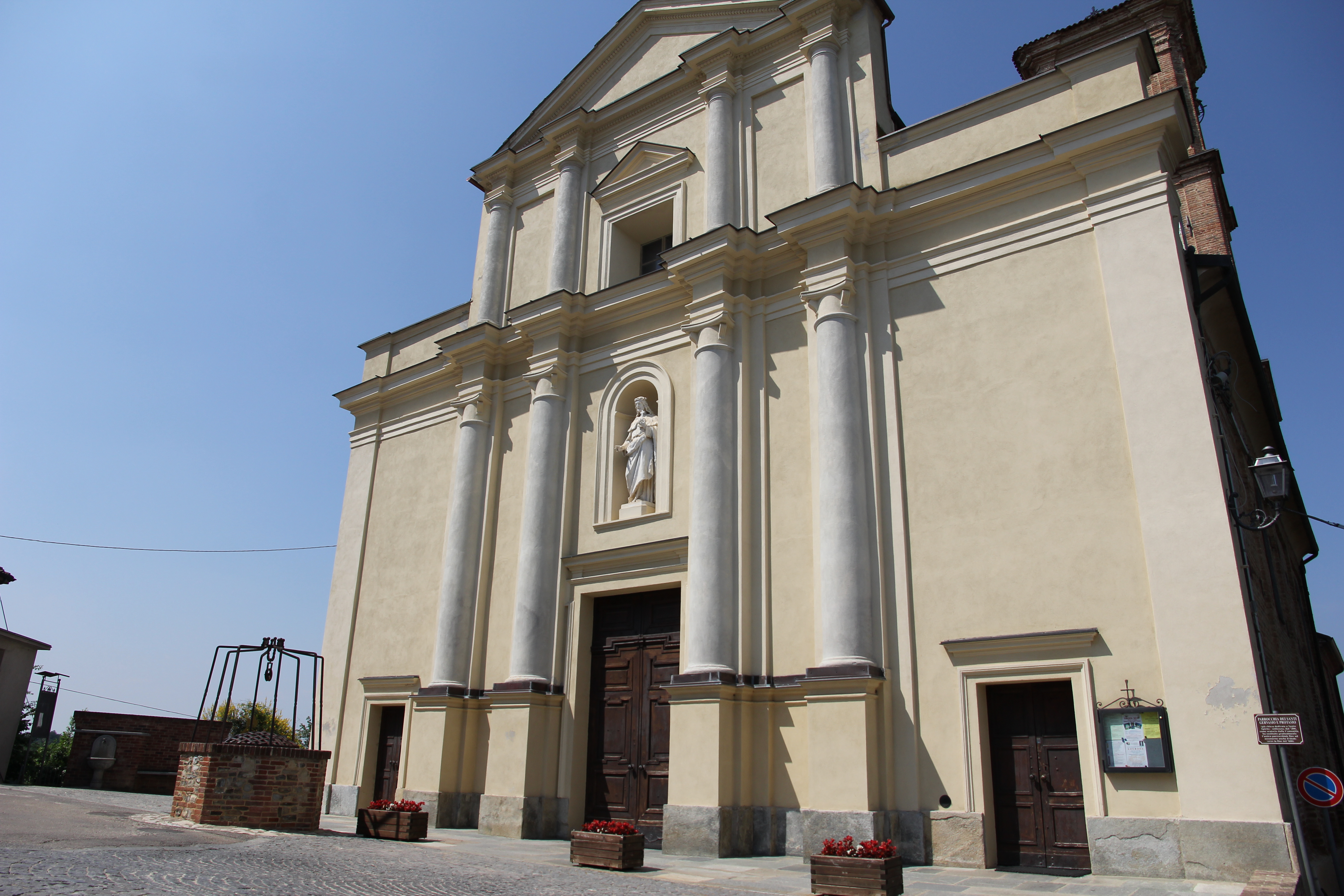
Chiesa dei Santi Gervasio e Protasio

La chiesa parrocchiale dei Santi Gervasio e Protasio è dedicata ai due santi martiri gemelli, rappresenta uno dei principali luoghi di culto del paese, con una storia che affonda le radici in epoche antiche. La chiesa si distingue per la sua struttura sobria ma armoniosa, arricchita da elementi architettonici di epoca tardo barocca e neoclassica e da opere d'arte sacra custodite al suo interno. Oltre al valore religioso, è anche un importante punto di riferimento culturale per la comunità locale, spesso coinvolta in celebrazioni liturgiche e manifestazioni tradizionali legate al calendario cristiano. La sua posizione nel cuore del paese la rende facilmente accessibile e ben integrata nel tessuto urbano. La parrocchia è attiva e parte integrante della comunità, con iniziative che coinvolgono i fedeli e i residenti.
Cuore spirituale del paese, custodisce al suo interno elementi di valore artistico e devozionale, tra cui l'altare maggiore e un pregiato organo storico. L'altare principale, realizzato in marmo, domina l'area del presbiterio con un elegante tabernacolo ovale anch'esso in marmo, simbolo di solennità e centralità liturgica. Oltre all'altare maggiore, la chiesa presenta quattro altari laterali, ognuno dei quali racconta un frammento della tradizione e della fede locale.
L'altare del Sacro Cuore di Gesù, un tempo dedicato al Suffragio, è realizzato in scagliola e ospita un dipinto con le anime del Purgatorio, sovrastato da una scena della Sacra Famiglia. L'altare di Sant'Antonio Abate, di proprietà della famiglia Scapino, è arricchito da un quadro che raffigura Sant'Antonio con San Rocco e San Sebastiano. L'altare di San Fedele, appartenente alla famiglia Laferrere, custodisce invece un dipinto dedicato al santo stesso. Infine, l'altare del Rosario, in legno dorato, conserva una statua della Madonna del Rosario scolpita nel XVIII secolo da Francesco Maria Riva, maestro scultore piemontese.
A completare l'impianto liturgico-musicale della chiesa vi è l'organo a canne posto sulla tribuna della controfacciata. Costruito nel 1926 dal rinomato organaro Giuseppe Gandini di Varese, lo strumento rappresenta un importante tassello del patrimonio musicale e culturale della parrocchia, spesso utilizzato per accompagnare le celebrazioni e i momenti solenni.
La Chiesa ospita un ciclo di affreschi realizzati da Luigi Morgari, pittore piemontese attivo tra la fine dell'Ottocento e la prima metà del Novecento. Morgari è noto per le sue numerose decorazioni in edifici religiosi del Piemonte e di altre regioni italiane.

### Chiesa di San Giuseppe
La Chiesa di San Giuseppe a Cisterna d'Asti è un significativo esempio di architettura religiosa tardo barocca e neoclassico nel Roero, situata nella parte alta del paese, lungo la strada che conduce alla parrocchiale e sotto le mura del castello.
Costruita tra il 1656 e il 1660 come sede della Confraternita dei Disciplinati di San Giuseppe (detti "Batù"), la chiesa presenta una facciata e un campanile modificati nel corso del tempo. L'interno ospita un pregevole altare ligneo barocco del 1664, attribuito al "minusiere" Pietro Francesco Torneto, e una pala d'altare raffigurante la Sacra Famiglia, opera del pittore astigiano Pietro Laveglia, che include una veduta del castello e del borgo di Cisterna dell'epoca.

Nel 1903 furono realizzati il nuovo campanile, la sacrestia e un muro di sostegno, mentre nel 1940 venne collocata sopra il portale una statua in marmo bianco di Carrara raffigurante San Giuseppe con il Bambino Gesù. Oggi, la chiesa è utilizzata per la recita del Rosario durante il mese mariano e per alcune celebrazioni annuali, mantenendo vivo il legame con la comunità locale.

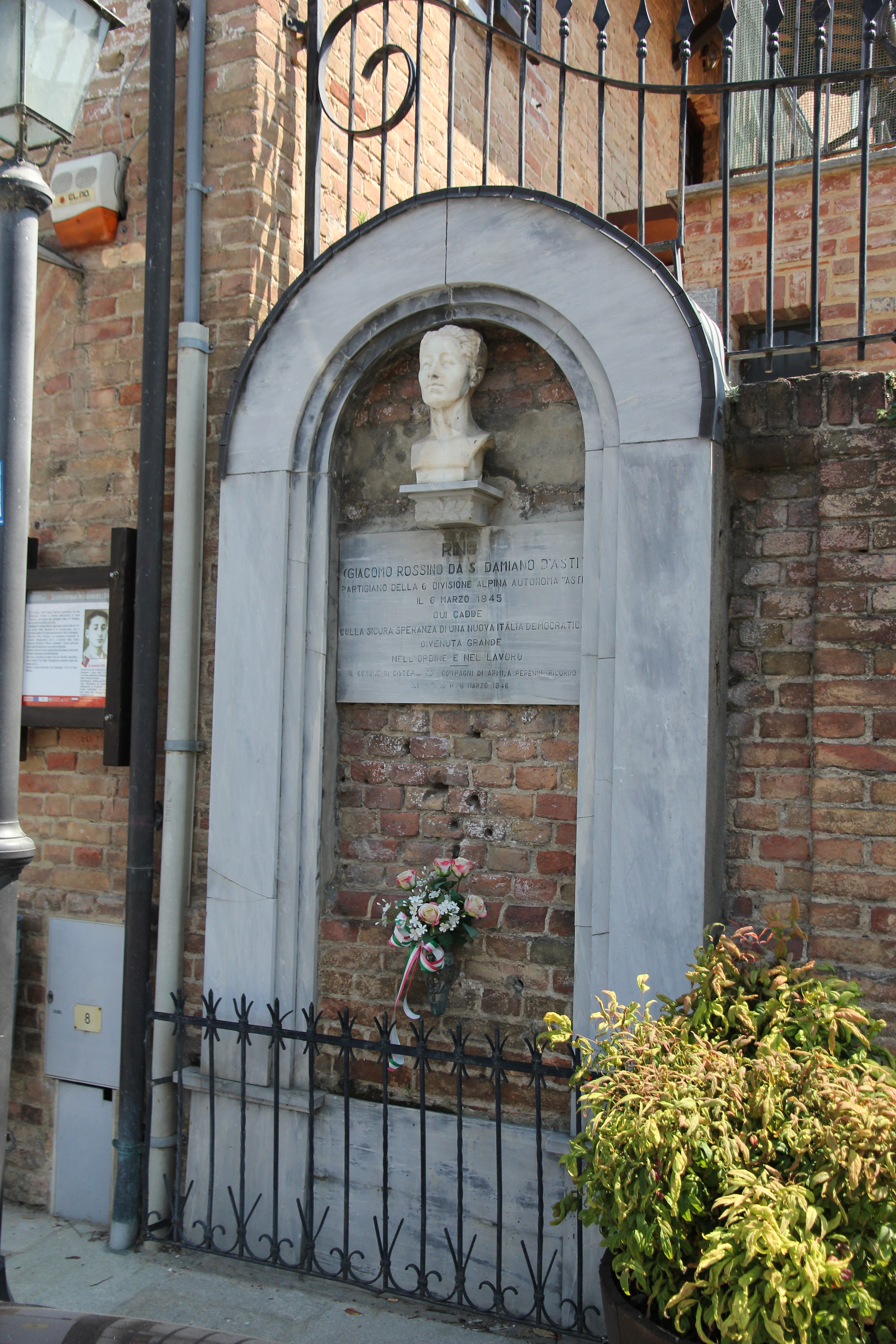
Monumento a Giacomo Rossino nella piazza di Cisterna d'Asti

### Piazza Rino Rossino
Piazza principale di Cisterna d'Asti, intitolata alla memoria di Giacomo Rossino, giovane partigiano nato il 4 dicembre 1924 a San Damiano d'Asti, la piazza rappresenta il cuore della vita sociale del paese. Rossino chiamato anche "Rino", contadino di professione e membro attivo dell'Azione Cattolica, aderì alla Resistenza italiana durante la Seconda Guerra Mondiale, combattendo nella 21ª Brigata "San Damiano" della 6ª Divisione alpina autonoma "Asti". Catturato dalle forze fasciste durante la battaglia di Cisterna e Santo Stefano Roero nel marzo 1945, fu torturato e fucilato il 6 marzo 1945 sulla piazza principale del paese, che oggi porta il suo nome in segno di riconoscimento e memoria. Circondata da edifici storici e affacciata su scorci panoramici delle colline astigiane, la piazza è spesso sede di eventi culturali, mercatini e manifestazioni tradizionali, fungendo da punto di ritrovo per residenti e visitatori e contribuendo a mantenere vivo il tessuto comunitario del borgo.

### Museo Arti e mestieri di un tempo
Ospita dal 1980 il locale Museo Arti e Mestieri di un tempo.

## Eventi

### Usanze Cisterna d'Asti
Evento annuale enogastronomico e culturale che si svolge nel borgo medievale di Cisterna d'Asti, in Piemonte. Organizzata dalla Pro Loco locale, la manifestazione si tiene generalmente a fine primavera o inizio estate, sviluppandosi attorno al castello del paese. "Usanze" propone un percorso itinerante che unisce degustazioni di piatti tipici e vini locali, spettacoli dal vivo, mercatini e momenti culturali, valorizzando le tradizioni del territorio roerino. L'iniziativa si distingue per la partecipazione attiva dei borghi cittadini e per l'atmosfera suggestiva che fonde storia, natura e convivialità. Un'ulteriore attrattiva è il “Ristorantino” con vista panoramica, che offre una cena esclusiva nel giardino del castello.

### Mercandè
Manifestazione culturale e rievocativa che si tiene annualmente a Cisterna d'Asti, in Piemonte, all'interno del castello medievale del paese. L'evento trae ispirazione dall'antico privilegio concesso nel 1673 al Principato di Cisterna e Belriguardo di battere moneta, e ne celebra la memoria attraverso animazioni teatrali, rievocazioni storiche e percorsi narrativi. Il Mercandè unisce tradizione e fantasia, con particolare attenzione alle fiabe popolari piemontesi, e coinvolge il pubblico in attività interattive, visite guidate e laboratori presso il Museo Arti e Mestieri di un Tempo. La manifestazione si svolge solitamente nel mese di ottobre.

## Amministrazione
Di seguito è presentata una tabella relativa alle amministrazioni che si sono succedute in questo comune.
| Periodo           | Periodo        | Primo cittadino         | Partito                   | Carica  | Note   |
| ----------------- | -------------- | ----------------------- | ------------------------- | ------- | ------ |
| 4 giugno 1985     | 21 maggio 1990 | Antonio Povero          | Democrazia Cristiana      | Sindaco | [ 21 ] |
| 21 maggio 1990    | 24 luglio 1991 | Michele Canta           | -                         | Sindaco | [ 21 ] |
| 20 settembre 1991 | 24 aprile 1995 | Domenica Massocco Natta | -                         | Sindaco | [ 21 ] |
| 24 aprile 1995    | 14 giugno 1999 | Rosella Scapino         | Partito Popolare Italiano | Sindaco | [ 21 ] |
| 14 giugno 1999    | 14 giugno 2004 | Mario Bodda             | Lista civica              | Sindaco | [ 21 ] |
| 14 giugno 2004    | 8 giugno 2009  | Mario Bodda             | Lista civica              | Sindaco | [ 21 ] |
| 8 giugno 2009     | 26 maggio 2014 | Renzo Peletto           | Lista civica              | Sindaco | [ 21 ] |
| 26 maggio 2014    | 26 maggio 2019 | Renzo Peletto           | Lista civica Cisterna     | Sindaco | [ 21 ] |
| 26 maggio 2019    | in carica      | Renzo Peletto           | Lista civica Cisterna     | Sindaco | [ 21 ] |

## Società

### Evoluzione demografica
Abitanti censiti

### Etnie e minoranze straniere
Secondo i dati ISTAT al 31 dicembre 2010 la popolazione straniera residente era di 171 persone. Le nazionalità maggiormente rappresentate in base alla loro percentuale sul totale della popolazione residente erano:
1. Romania, 79 (6,00%)
2. Repubblica di Macedonia, 50 (3,80%)
3. Marocco, 19 (1,44%)

## Galleria d'immagini

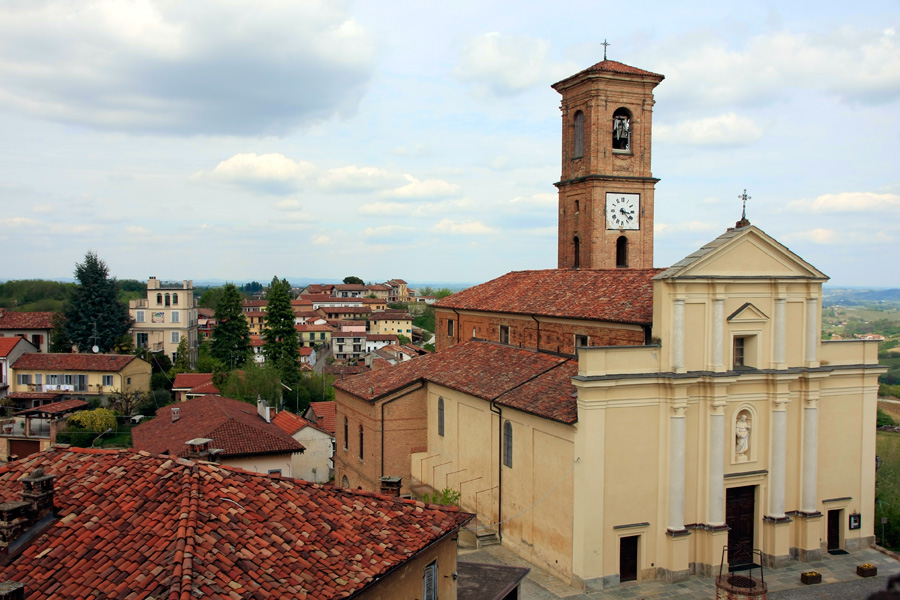
Veduta del paese e della chiesa parrocchiale dalla terrazza del castello di Cisterna
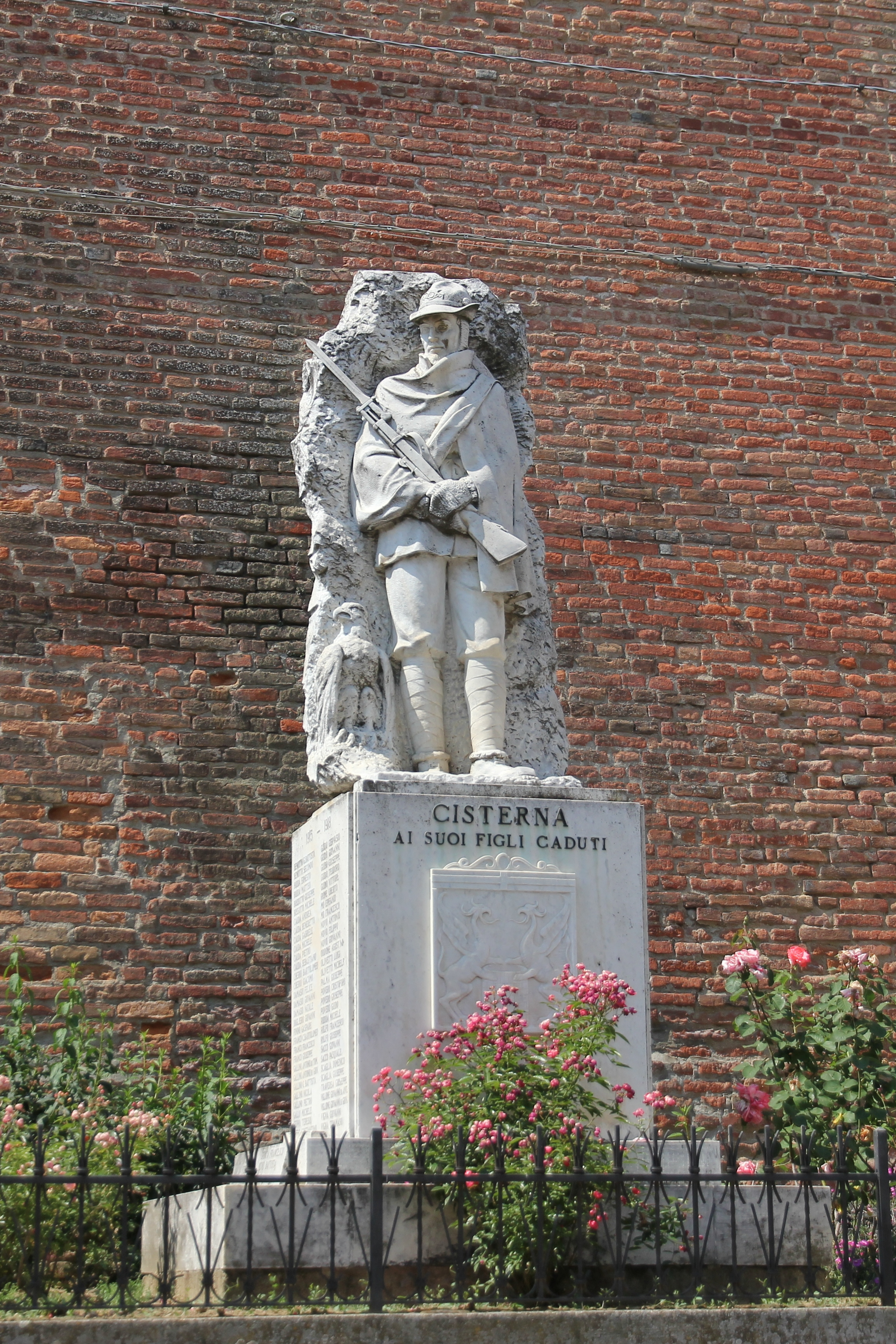
Il monumento ai Caduti
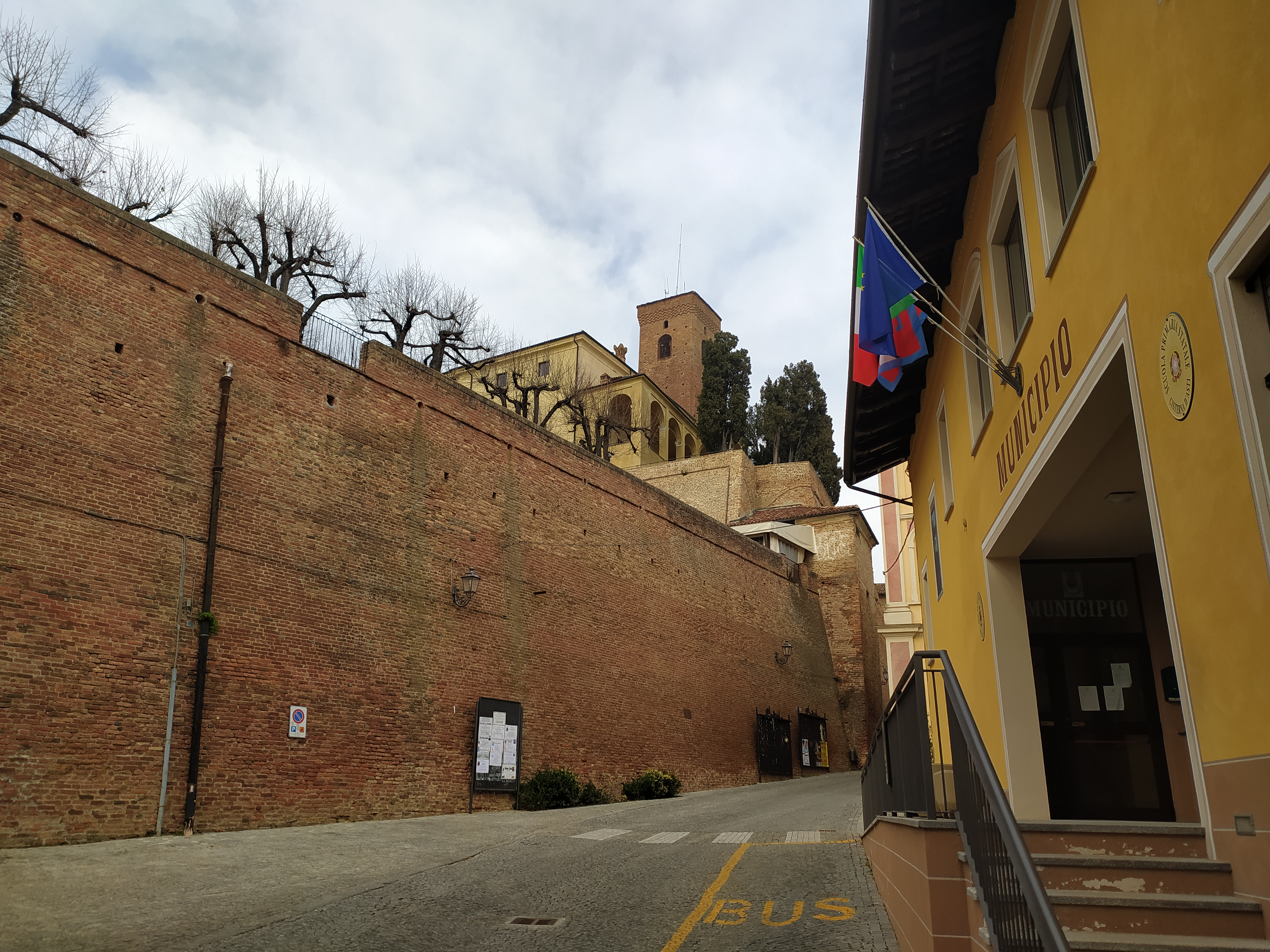
Mura del Castello e Municipio
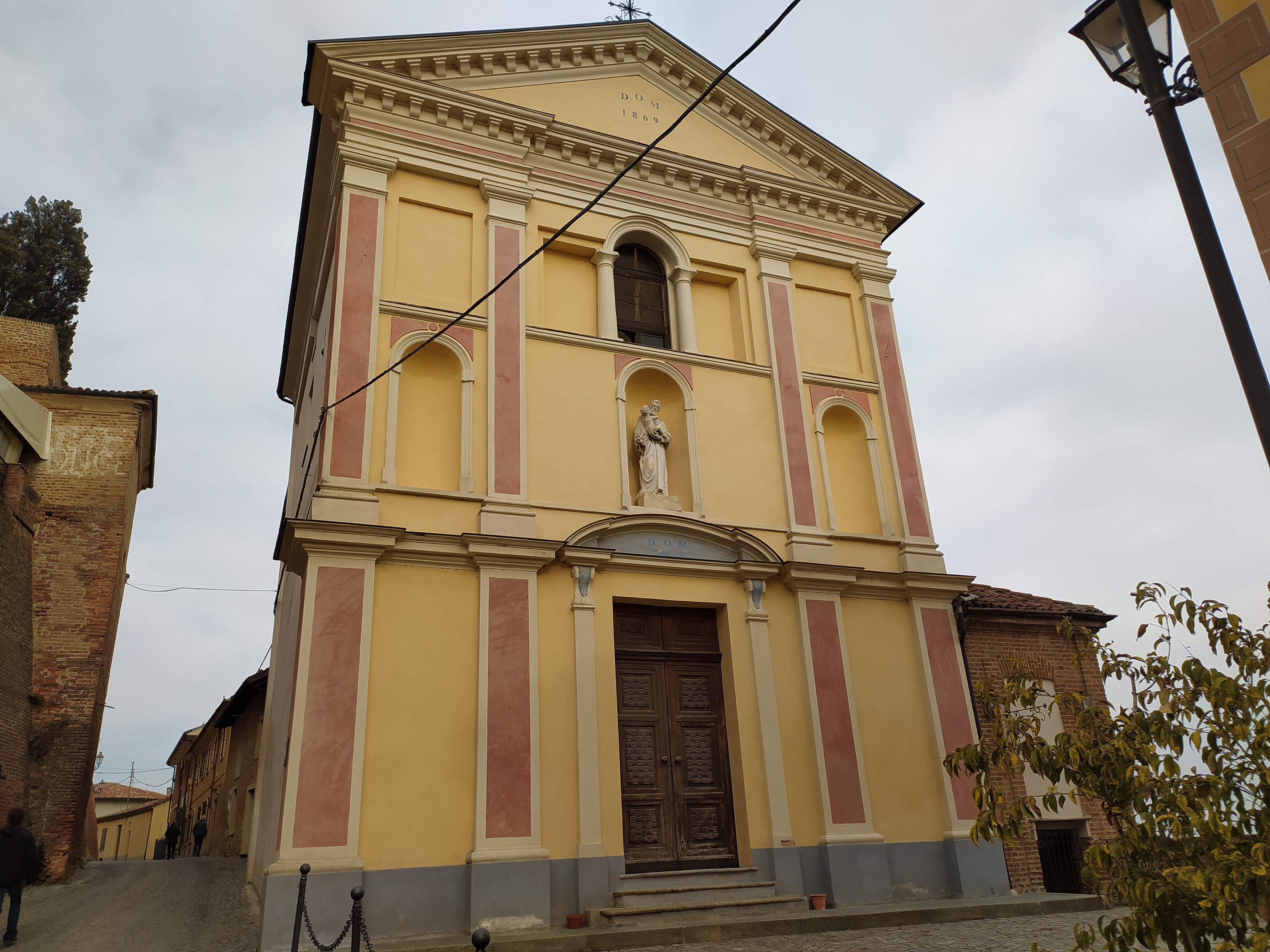
Facciata Chiesa di San Giuseppe
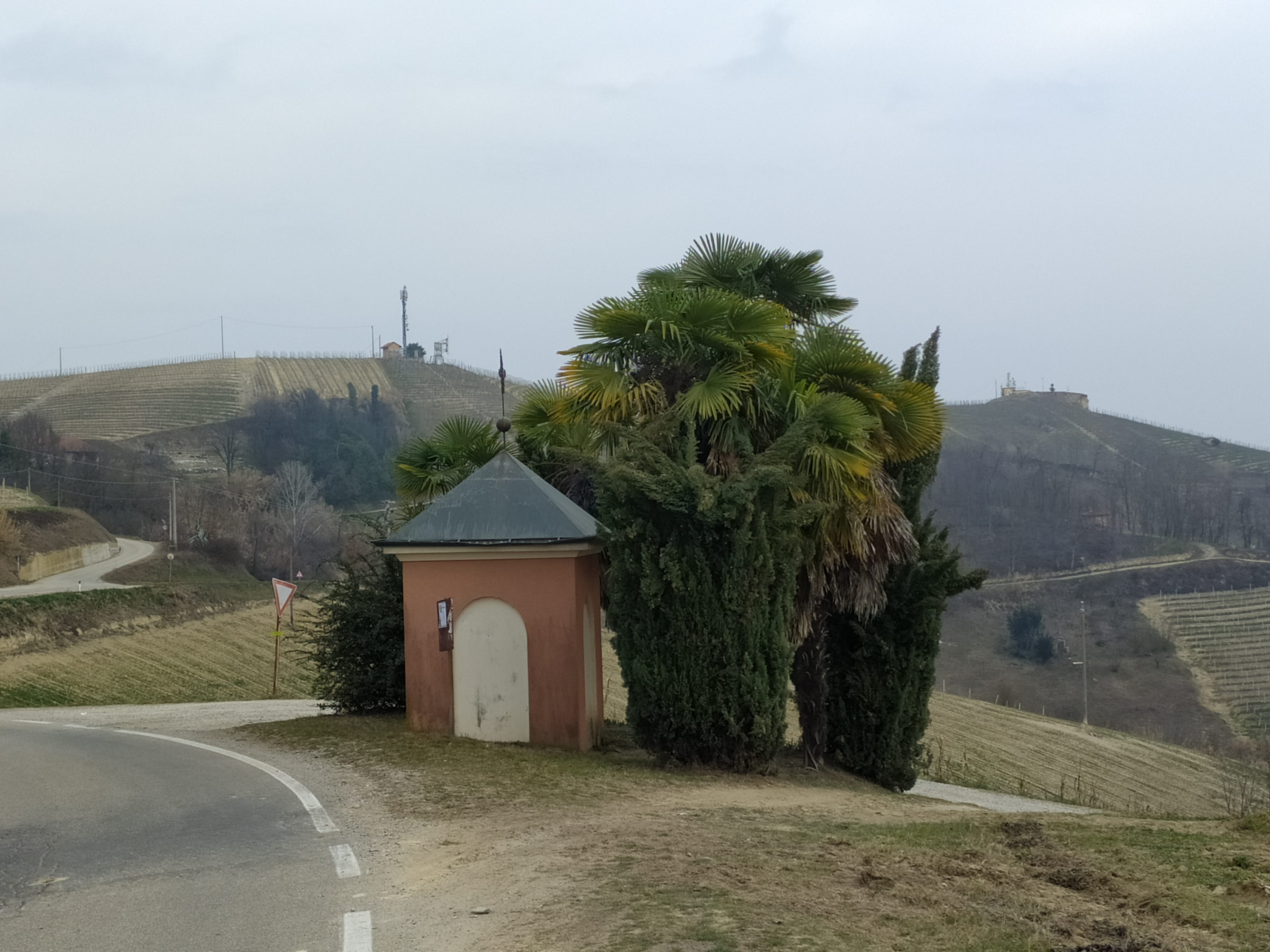
Veduta cappella e colline e vigneti nei dintorni di Cisterna
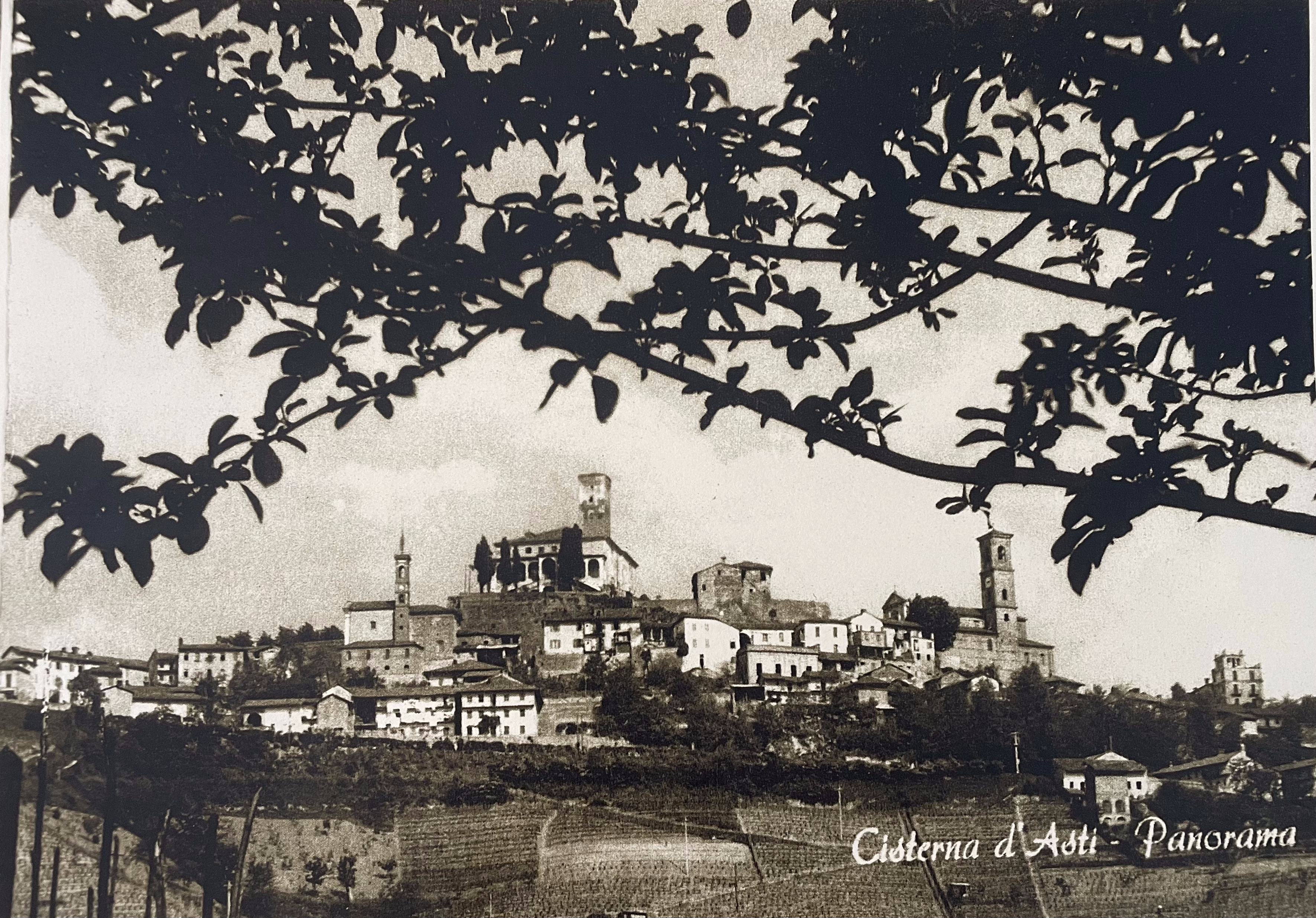
Cisterna d'Asti 1955